# Лара Мальсінер
Лара Мальсінер (14 квітня 2000 , Віпітено, Трентіно-Альто-Адідже ) — італійська стрибунка з трампліна, бронзова призерка юнацьких Олімпійських ігор 2016 року. Учасниця зимових олімпійських ігор 2018 року.

## Спортивна кар'єра
У Кубку світу дебютувала в сезоні 2014–2015.
16 лютого 2016 року виборола бронзову медаль в особистих змаганнях на зимових юнацьких Олімпійських іграх у Ліллегаммері.
На дебютному для себе чемпіонаті світу 2017 року в Лахті вона посіла 37-ме місце в особистих стрибках.
На зимових Олімпійських іграх 2018 у Пхьончхані посіла 15-те місце.
На чемпіонаті світу 2019 року була 14-ю в особистих стрибках, 8-ю в командному заліку та 8-ю у змішаному командному заліку. 9 лютого 2020 вперше зійшла на п'єдестал пошани на етапі Кубка світу в австрійському Гінценбаху.

## Результати за кар'єру
Усі результати наведено за даними Міжнародної федерації лижного спорту.
| Чемпіонат світу | Особиста першість | Командна першість | Змішані команди |
| --------------- | ----------------- | ----------------- | --------------- |
| 2017 Лахті      | 37                | -                 | -               |
| 2019 Зефельд    | 14                | 8                 | 8               |

### П'єдестали на етапах Кубка світу (1)
| №  | Сезон     | Дата          | Місце проведення | Трамплін               |
| -- | --------- | ------------- | ---------------- | ---------------------- |
| 1. | 2019–2020 | 9 лютого 2020 | Гінценбах        | Середній трамплін НТ90 |